# Балыкчы (племя)
Балыксы, балыкчы, балыкчи (баш. балыҡсы, тат. балыкчы) — тюркское племя из Алтая и Юга Сибири, участвовавшее в этногенезе башкир, а также казанских, в том числе пермских татар, этноним также известен у казахов, киргизов, тувинцев и туркмен.

## Этническая история
Исторические сказания племени балыксы связывают происхождение предков с районами Алтая и Южной Сибири. Среди них указывается даже местность — Кэнгэн (Көнгән), которая, по их представлениям, находится в районе современного Томска.

## Расселение
В XIII—XIV веках балыкчинцы совместно с катайскими племенами мигрировали битали в Приуралье, на районы бассейна реки Ик и Урал. Затем направились на север и расселились в долине рек Сарс и Тюй, по правобережью реки Уфа.
В конце XVIII — начале XIX веков основная территория расселения балыкчинцев входила в Бирский уезд Уфимской губернии, в период кантонной системы управления — в 10-й башкирский кантон.